# Petar Nalič
Petar Andrejevič Nalič (ruski: Пётр Андре́евич На́лич; Moskva, 30. travnja 1981.) ruski je pjevač i skladatelj. Član je glazbene družine koja ime nosi upravo po njemu i s kojom je predstavljao Rusiju na Eurosongu 2010. s pjesmom Lost and Forgotten, koju je napisao i skladao sam Nalič. Na kraju večeri skupio je 90 bodova, dobivši "dvanaesticu" od Bjelorusije, što je bilo dovoljno za solidno 11. mjesto.

## Životopis
Rođen je u Moskvi, 30. travnja 1981., kao sin Andreja Naliča. Njegov djed, Zahid Nalić, operni je pjevač iz Tuzle koji je tijekom Drugog svjetskog rata pobjegao u Sovjetski Savez i tamo ostao. Nalič je u Moskvi završio arhitekturu, a glazbeno obrazovanje dobiva u studiju Orfei kojeg tada vodi Irina Mahina. Kao arhitekr je radio samo dvije godine. Ženio se dva puta; iz prvog braka ima jednog sina, a u drugom braku ima kći.
Nalič je popularnost stekao nakon što je 2007. godine, na YouTubeu, izašao njego video pod naslovom "Gitar". U videu, Nalič parodira samoga sebe pjevajući na lošem engleskom i demonstrirajući loše sposobnosti uređivanja filmova. Video je u mjesec dana pogledalo preko 70,000 ljudi, a Naliču je donio niz intervjua, članaka i globalnu popularnost.
Do 2007. godine imao je već 40 napisanih pjesama koje su dostupne na webu za besplatni download. Iste godine s Jurijem Kostenkom, Sergejem Sokolovim, Kostom Švecovim, Dimom Simonovim i Denisom Marinkinom osniva Glazbenu družinu Petra Naliča, koja djeluje i danas, s kojom će 2010. predstavljati Rusiju na Eurosongu.

## Vanjske poveznice
- Službena stranica Arhivirana inačica izvorne stranice od 18. lipnja 2013. (Wayback Machine) (rus.) (engl.)
- www.youtube.com/user/hanurpriehal — Kanal na YouTubeu
- Download  Arhivirana inačica izvorne stranice od 9. veljače 2009. (Wayback Machine) na Yandex (rus.)
- Petar Nalič na MySpace.com
- Petar Nalič  Arhivirana inačica izvorne stranice od 14. siječnja 2013. (Wayback Machine) na Yandex.Video